# Музыка внутри
«Музыка внутри» (англ. Music Within) — фильм-драма 2007 года режиссёра Стивена Савалича. Фильм основан на истории жизни американца Ричарда Пиментеля, ветерана войны во Вьетнаме и инвалида по слуху, ставшего известным оратором и активистом по защите прав инвалидов, способствовавшего принятию в 1990 году в США Акта об американцах-инвалидах (Americans with Disabilities Act – ADA), запретившего дискриминацию по инвалидности на рабочем месте. Де-факто этот закон обязал оборудовать соответствующее инвалидности рабочее место и значительно затруднил возможности работодателя уволить работника-инвалида.
Премьера состоялась 5 января 2007 года на международном кинофестивале в Палм-Спрингс.

## Сюжет
Потерявший слух оратор Ричард Пиментель возвращается из Вьетнама на родину, где находит для себя новую цель — борьбу за права ветеранов и инвалидов.

## В ролях
| Актёр             | Роль             |
| ----------------- | ---------------- |
| Рон Ливингстон    | Ричард Пиментель |
| Мелисса Джордж    | Кристина         |
| Майкл Шин         | Арт Ханимен      |
| Ребекка Де Морнэй | мать Ричарда     |
| Гектор Элизондо   | Бен Пэдроу       |
| Лесли Нильсен     | Билл Остин       |

## Награды и номинации
- 2007 — премия «Dallas International Film Festival» в категории «Повествовательный художественный фильм» (Стивен Савалич).
- 2007 — номинация на премию «St. Louis Film Critics Association» в категории «Лучший актёр второго плана» (Майкл Шин).

## Отзывы
Фильм получил смешанные отзывы кинокритиков. На сайте Rotten Tomatoes у фильма 33 % положительных рецензий из 42. На Metacritic — 53 балла из 100 на основе 18 рецензий. Роджер Эберт оценил фильм в 2,5 звезды из 4-х.